# Thalassodes halioscia
Thalassodes halioscia là một loài bướm đêm trong họ Geometridae.